# Ghiacciaio Hood
Il ghiacciaio Hood (in lingua inglese: Hood Glacier) è un vasto ghiacciaio lungo circa 46 km, che fluisce in direzione nord dal Siege Dome nel Commonwealth Range. Va a confluire nella Barriera di Ross tra il Commonwealth Range e il Separation Range. Il Commonwealth Range è una catena montuosa che fa parte dei Monti della Regina Maud, in Antartide. 
Fu scoperto nel corso della spedizione Nimrod (British Antarctic Expedition 1907-09) condotta da Ernest Shackleton, che assegnò la denominazione del ghiacciaio in onore dell'ammiraglio Horace Hood, sotto il cui comando della nave HMS Berwick (1902) aveva servito Jameson Adams, uno dei componenti del gruppo di esplorazione polare diretto il Polo Sud.
L'affioramento roccioso conosciuto come Chevron Rocks, si trova nelle vicinanze della testata del ghiacciaio Hood.